# Nächte und Tage
Nächte und Tage (Originaltitel: Noce i dnie) ist ein polnischer Spielfilm aus dem Jahr 1975 unter der Regie von Jerzy Antczak. Das epische Familiendrama basiert auf dem Roman Noce i dnie von Maria Dąbrowska und wurde von der Washington Post als „Polens Vom Winde verweht“ bezeichnet.

## Handlung
Nächte und Tage ist eine Familiensaga von Barbara Ostrzeńska-Niechcic und Bogumił Niechcic vor dem Hintergrund des Januaraufstands von 1863 und des Ersten Weltkriegs. Der Film ist eine recht einfache und getreue Verfilmung des gleichnamigen Romans von Maria Dąbrowska. Die Handlung dreht sich um die wechselnden Schicksale der adeligen (großbürgerlichen) Familie Niechcic im Polen der Vorkriegszeit. Es gibt zwei sich kreuzende Hauptstränge: einen sozialgeschichtlichen und einen existentiellen. Die Kinofassung ist eine Verdichtung der preisgekrönten 12-teiligen Fernsehserie gleichen Titels mit denselben Schauspielern und Produzenten.

### Teil eins:Bogumił und Barbara
Barbara Ostrzeńska heiratet den ehemaligen Gutsbesitzer Bogumił Niechcic nicht aus Liebe zu ihm, sondern aus Respekt vor seinen heldenhaften Verdiensten im Januaraufstand von 1863, denn sie ist heimlich in den gut aussehenden Herrn Toliboski verliebt. Auf einem kleinen Landgut in Krempa beginnen sie ein neues gemeinsames Leben.

### Teil zwei:Peter und Teresa
Barbara verliert ihr erstes Kind, den vierjährigen Peter, und beschließt, ihr Haus in Krempa zu verlassen, um auf dem heruntergekommenen Gut Serbinow ein neues Leben zu beginnen. Barbaras geliebte Schwester Teresa stirbt.

### Teil drei:Oma
Bogumił ist als Gutsverwalter in Serbinow erfolgreich. Finanzielle Sicherheit und die Geburt ihrer drei Kinder (Agnieszka, Emilka und Tomaszek) kündigen endlich bessere Zeiten an. Barbaras kranke Mutter zieht zu ihnen, um dann zu sterben.

### Teil vier:Ewige Sorgen
Bogumiłs Hingabe an seine Arbeit wird vom Gutsbesitzer von „Serbinow“ gelobt, aber Barbara hat Probleme mit Tommy (Tomaszek, ihr jüngstes Kind), der lügt und stiehlt. Sie stellen eine Erzieherin für ihre drei Kinder ein. Barbara und Bogumił entfernen sich immer mehr voneinander, da Barbara davon träumt, in die nahe gelegene Stadt Kaliniec zu ziehen.

### Teil fünf:Viel Glück
Barbaras Onkel stirbt und hinterlässt ihr 6.000 Rubel. Bogumił rät ihr, in Serbinow zu investieren, aber sie zieht einen Bauplatz in Kaliniec vor. Inzwischen ist Danielecki, der Besitzer von Serbinow, eingetroffen und bemüht sich, Bogumił nicht zu verlieren, indem er seinen Vertrag verbessert.

### Teil sechs:Liebe
Frau Hlasko, eine erfahrene Lehrerin, kommt, damit Barbara mit ihren Kindern nicht in die Stadt Kaliniec ziehen muss. Dort bricht Typhus aus, und die Familie tut alles, um den Kranken zu helfen. Schließlich zieht Barbara mit ihren Kindern nach Kaliniec. Bogumił bleibt allein zu Hause in Serbinow und findet eine junge Geliebte.

### Teil sieben:Der Wind in den Augen
Fünfzehn Jahre sind vergangen, seit Bogumił und Barbara sich in Serbinow niedergelassen haben. Bei einem Fest verschwinden zwei Goldmünzen und ihr Sohn Tommy (Tomaszek) gerät in Verdacht. Währenddessen ermutigt die russische Revolution von 1905 die Landarbeiter zum Aufstand. Als Barbara unerwartet ihr Haus in Kaliniec verlässt, um Serbinow zu besuchen, findet sie Bogumił in den Armen einer anderen Frau. Barbara ist am Boden zerstört.

### Teil acht:Zeit für die Liebe/Zeit für den Tod
Die revolutionäre Bewegung weitet sich aus und schließt auch Barbaras Tochter Agnieszka ein, die voller Lebens- und Liebeslust von der Universität zurückkehrt. Währenddessen begeht ihre alte Gouvernante, Frau Celina, Selbstmord, als ihr Geliebter sie verlässt.

### Teil neun:Väter und Kinder
Bogumił erkennt, dass er seine Tochter Agnieszka verliert, die beschließt, mit ihrem Mann in Brüssel zu leben, anstatt bei ihrer Familie in Serbinow zu bleiben. Tommy lügt und stiehlt weiter und bereitet seinen Eltern viel Schmerz und Leid.

### Teil zehn:Wir werden geboren, wir sterben und das Leben geht weiter
Trotz der Sorgen um die Kinder fühlen sich Barbara und Bogumił geborgen und glücklich. Bogumił bestellt ohne Erlaubnis der Besitzer Entwässerungsgeräte für Serbinow und benutzt Barbaras Geld als Anzahlung. Bald kommt die Nachricht aus Paris, dass Serbinow verkauft wurde. Bogumił und Barbara müssen das Haus in Serbinow verlassen.

### Teil elf:Am Ende des Tages
Nach mehr als zwanzig Jahren in Serbinow kaufen Bogumił und Barbara ein kleines Haus in Pamietow. Bogumił fühlt sich verloren und erschöpft. Er wird krank und stirbt mit der Bitte an seine Kinder, ehrlich und freundlich zu sein. Ohne Bogumił hat Barbara das Gefühl, dass ihre Welt völlig aus den Fugen geraten ist. Währenddessen geht der Kampf Polens um seine Unabhängigkeit weiter.

### Teil zwölf:Und dann kommt die Nacht
Barbara zieht endgültig nach Kalinec. Als der Erste Weltkrieg ausbricht und die Deutschen einmarschieren, hofft Barbara, dass ihre Kinder zu ihr kommen. Als die preußische Armee Kalinec einnimmt, sind die Menschen froh, von den Russen befreit zu sein. Barbara verlässt Kalinec auf der Suche nach ihren Kindern.

## Besetzung
- Jadwiga Barańska (Barbara Niechcic)
- Jerzy Bińczycki (Bogumił Niechcic)
- Barbara Ludwiżanka (Barbaras Mutter)
- Jerzy Kamas (Daniel Ostrzeński)
- Janina Traczykówna (Michalina Ostrzeńska)
- Elżbieta Starostecka (Teresa Ostrzeńska-Kociełło)
- Emir Buczacki (Lucjan Kociełło)
- Stanisława Celińska (Agnieszka Niechcic)
- Jan Englert (Marcin Śniadowski)
- Kazimierz Mazur (Tomasz Niechcic)
- Olgierd Łukaszewicz (Janusz Ostrzeński)
- Anna Nehrebecka (Celina Katelba)
- Andrzej Seweryn (Anzelm Ostrzeński)
- Karol Strasburger (Józef Toliboski)
- Henryk Borowski (Klemens Klicki)
- Beata Tyszkiewicz (Stefania Holszańska)
- Kazimierz Kaczor (Russischer Offizier)
- Andrzej Szczepkowski (Holszański-Notar)
- Władysław Hańcza (Jan Łada)
- Mieczysław Milecki (Priester Komodziński)
- Marek Walczewski (Daleniecki)
- Barbara Rachwalska (Dienerin der Familie Niechcic)
- Bożena Dykiel (Andzia Torebkówna)
- Andrzej Gawroński (Czerniak, Bauer in Serbinow)
- Ryszarda Hanin (Żarnecka – Hauptköchin der Familie Niechcic)
- Ewa Dałkowska (Olesia Chrobotówna)
- Zofia Merle (Bäuerin Maria Kałużna)
- Tadeusz Fijewski (Łuczak – Bauer aus Serbinow)
- Helena Kowalczykowa (Bauer aus Serbinow)
- Teodor Gendera (Bauer aus Serbinow)

## Auszeichnung
Der Film wurde für den Oscar als bester internationaler Film nominiert.
Bei denn Internationale Filmfestspiele Berlin 1976 gewann Jadwiga Barańska den Silbernen Bären als beste Darstellerin.

## Mögliche Gründe für die Popularität
Der Originalroman von Maria Dąbrowska ist recht lang und umfangreich: je nach Ausgabe vier oder sechs Bände. Wegen seines sozialgeschichtlichen Themas ist er in polnischen Gymnasien Pflichtlektüre. Der Film kann als eine Art „Cliff Notes“-Version des Romans betrachtet werden, und viele der Kinobesucher waren Schüler, die eine Abkürzung durch ihre Pflichtlektüre suchten. Darüber hinaus wurde der sozialgeschichtliche Aspekt auf eine nicht konfrontative und nicht wertende Weise behandelt. So konnte das gesamte Material die kommunistische Zensur ohne Kürzungen oder andere Eingriffe überstehen. Das kommunistische staatliche Filmmonopol bezahlte die Produktion einer wahrheitsgetreuen Geschichte einer großbürgerlichen Familie (Adel).
Die Kinofassung ist wahrscheinlich weniger populär (wenn auch immer noch sehr bekannt) als die 12-teilige Fernsehfassung, die in Polen immer noch regelmäßig ausgestrahlt wird. Dank ihrer hohen technischen und künstlerischen Qualität kann sie erfolgreich mit zeitgenössischen Seifenopern um die Gunst der Zuschauer konkurrieren.